# Монтайоне
Монтайоне (итал. Montaione) — коммуна в Италии, располагается в регионе Тоскана, в провинции Флоренция.
Население составляет 3667 человек (2008 г.), плотность населения составляет 35 чел./км². Занимает площадь 105 км². Почтовый индекс — 50050. Телефонный код — 0571.
В коммуне особо почитаем святой и животворящий Крест Господень, празднование 3 мая.

## Демография
Динамика населения:

## Администрация коммуны
- Официальный сайт: http://www.comune.montaione.fi.it/